# Space Station Processing Facility

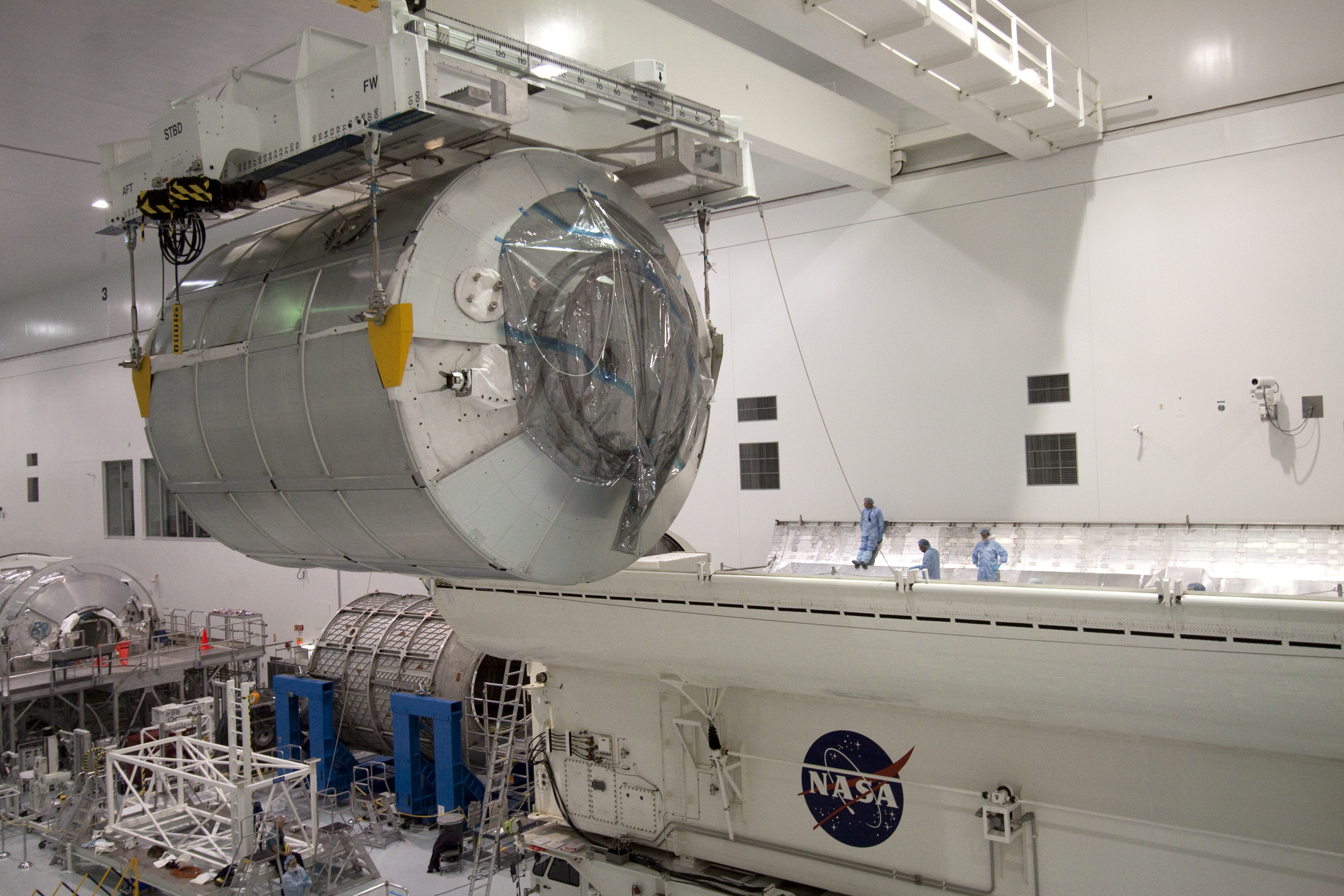
Il MPLM Leonardo per STS-131 nell'SSPF

La Space Station Processing Facility (SSPF) è una costruzione di 3 piani e 42,5 km² nell'area industriale del Kennedy Space Center, a est dell'Operations and Checkout Building. Venne costruito per lavorare sull'hardware di volo della Stazione spaziale internazionale. L'SSPF include 2 aree di lavorazione, una camera di equilibrio, camere di controllo, laboratori, aree logistiche, spazi per uffici e una caffetteria. Le aree di lavorazione, l'airlock e i laboratori vennero progettati per supportare i carichi non pericolosi della Stazione e dello Space Shuttle in 100000 posti di lavoro puliti.

## Multi-Element Integration Testing (MEIT)
Riguardo al lancio dei moduli della Stazione spaziale internazionale (ISS) ci sono state diverse divergenze negli anni tra progettisti e lavoratori del carico sul fatto di costruire e lanciare il modulo direttamente nello spazio oppure eseguire test integrativi prima del lancio. Il primo prevedeva la costruzione di ogni modulo della stazione per poi lanciarlo senza testarlo fisicamente con altri moduli. I test integrativi non erano previsti nel programma ISS originario, ma nel 1995 i progettisti del Johnson Space Center cominciarono a considerarlo e a incorporare personale del KSC in queste operazioni. Il Multi-Element Integration Testing (MEIT) dei moduli della ISS al KSC venne avviato ufficialmente nel 1997.
Per la ISS vennero condotti 3 test MEIT e 1 Integration Systems Test (IST) in circa 3 anni dalla pianificazione al completamento e lancio:
- MEIT1: US Lab, Z1 truss, P6 truss e un emulatore del Node 1
  - Pianificazione avviata nel 1997, test avviati nel gennaio 1999
- MEIT2: S0 truss/Mobile Transporter/Mobile Base System, S1 truss, P1 truss, P3 truss, P4 truss e un emulatore del laboratorio statunitense.
- MEIT3: Japanese Experiment Module, Node 2 e un emulatore di Destiny
  - Completato nel 2007
- Node2 IST: emulatori dei Node 2/US Lab/Node 1, per il simulatore di volo della ISS.

Dopo il lancio del modulo/laboratorio statunitense venne costruito un emulatore per il MEIT, dato che il laboratorio avrebbe controllato molti altri moduli. Tra gli elementi verificati vi erano le connessioni meccaniche, i flussi di corrente elettrica e fluidi tra i moduli e il software di volo.
Da questi test a terra derivarono numerosi problemi, alcuni dei quali non poterono essere risolti in orbita. Molti dei costruttori mandarono i propri moduli da tutto il mondo per lavorare per mesi o anni al KSC in testing. Molti di questi moduli vennero rinominati dopo che furono lanciati con successo.

## Componenti della ISS attualmente nel SSPF
Al 6 aprile 2011:

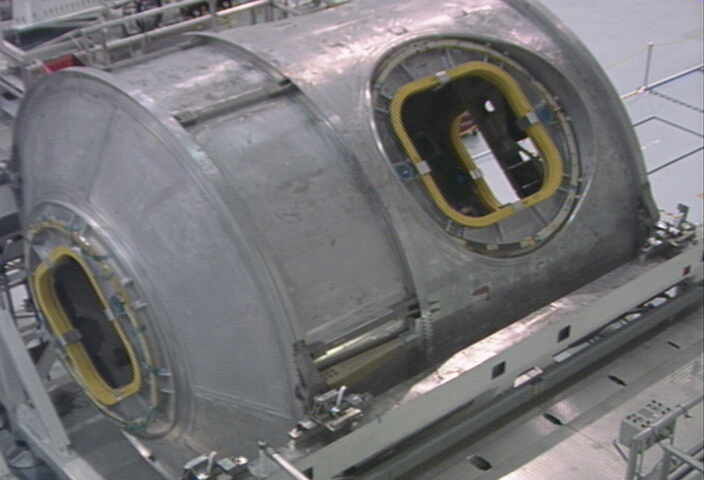
Il Node 4 o Node 1 STA

- i Multi-Purpose Logistics Module Raffaello e Donatello;
- 2 Lightweight Multi-Purpose Equipment Support Structure Carriers (LMC);
- il Node 1 Structural Test Article (STA) - possibile Node 4/Docking Hub System (DHS).

Se le luci della costruzioni sono accese, la maggior parte di questi componenti può essere osservata dal vivo in webcam.